# Ljubomir Antić
Ljubomir Antić (Šepurine, 6. studenoga 1946. – Zagreb, 14. ožujka 2015.), bio je hrvatski povjesničar, publicist i političar.

## Životopis
Ljubomir Antić rođen je 1946. godine u Šepurinama na otoku Prviću kod Šibenika. Osnovnu školu svršio je u rodnome mjestu a gimnaziju u Šibeniku. 1973. godine diplomirao je povijest i arheologiju na Filozofskom fakultetu u Zagrebu. Magistrirao je na Pravnom fakultetu u Zagrebu 1980. godine obranivši magistarski rad na temu Hrvatska federalistička seljačka stranka. Doktorirao je 1983. godine na Filozofskom fakultetu u Zadru disertacijom Naše iseljeništvo u Južnoj Americi i stvaranje jugoslavenske države 1918. Područje istraživanja bilo mu je i povijest hrvatskoga iseljeništva. Pohađao je studij novinarstva i radio u Večernjem listu (1971. godine bio je urednik Studentskog lista). Radio je na Filozofskom fakultetu u Zagrebu kao izvanredni profesor Hrvatske povijesti XX. stoljeća, a potom na Hrvatskim studijima. U devedesetim godinama 20. stoljeća bio je ravnateljem Hine. Na mjesto ravnatelja Hine imenovan je 19. veljače 1999. godine odlukom donesenom na sjednici Zastupničkog doma Hrvatskog državnog sabora, a ostavku je podnio predsjedniku Hrvatskoga državnog sabora, akademiku Vlatku Pavletiću, 14. prosinca 1999. godine.
Bio je izvanrednim profesorom Hrvatskih studija. Bio je jednim od utemeljitelja i znanstvenih savjetnika Instituta društvenih znanosti Ivo Pilar.
Članke je objavljivao u Zadarskoj reviji, Vijencu i u inim listovima.
Autorom je nekoliko desetaka znanstvenih i stručnih radova i suautorom više udžbenika i priručnika.
Umro je u Zagrebu 14. ožujka 2015. godine nakon dulje bolesti.

## Politička djelatnost
Bio je aktivan u hrvatskoj politici, a djelovao je u Hrvatskoj socijalno-liberalnoj stranci i Demokratskome centru. Za zastupnika u Hrvatskom državnom saboru izabran je na državnoj listi HSLS-a na izborima 1992. godine, i bio je zastupnikom do 1995. godine te je obnašao i dužnosti predsjednika Odbora za ljudska prava i prava etničkih ili nacionalnih zajednica ili manjina.
U Demokratskome centru bio je i dopredsjednikom stranke.

## Djela
- Naše iseljeništvo u Južnoj Americi i stvaranje jugoslavenske države 1918., Školska knjiga, Zagreb, 1987.
- Hrvati u Južnoj Americi: do 1914. godine, Stvarnost i Institut za migracije i narodnosti Zagreb, Zagreb, 1991.
- Serbian terorism and violence in Croatia 1990. – 1991., Republic of Croatia, Ministry of Information, Zagreb, 1991. (suautor Franjo Letić)
- Serben in Kroatien, Zagreb, 1991.
- Hrvati i Amerika, Hrvatska sveučilišna naklada, Zagreb, 1992. (eng. izd. Croats and America, 1997.)
- Srbi: obespravljeni ili privilegirani, Papir-Grafika, Zagreb, 1996.
- 50 gledišta, Biblioteka Posebna izdanja (Naklada Jurčić), knj. 11., Naklada Jurčić, Zagreb, 1998.
- Bračanin Ivan Krstulović: nacionalni preporoditelj američkih Hrvata, Knjižnica Naši ljudi i krajevi, 1,  A.G. Matoš, Samobor, 2002.
- Šepurina u dalmatinskom tisku 1876. – 1914., vl. naklada, Zagreb, 2004.
- Velikosrpski nacionalni programi: ishodišta i posljedice, Golden marketing-Tehnička knjiga i Hrvatski institut za povijest, Zagreb, 2007.
- Sudski progoni dr. Marka Veselice. Dokumenti, Hrvatski institut za povijest, Zagreb, 2013. (suautor Mato Artuković)

## Priznanja
- 1998.: Medalja s kolajnom s likom dr. Ive Pilara.[2]

## Vanjske poveznice
- Ljubomir Antić, Diktatura kralja Aleksandra i Hrvati  Arhivirana inačica izvorne stranice od 27. rujna 2013. (Wayback Machine), Vijenac, br. 388., 15. siječnja 2009.